# Vanse
Vanse is een plaats in de Noorse gemeente Farsund, provincie Agder. Vanse telt 1932 inwoners (2007) en heeft een oppervlakte van 2,05 km².

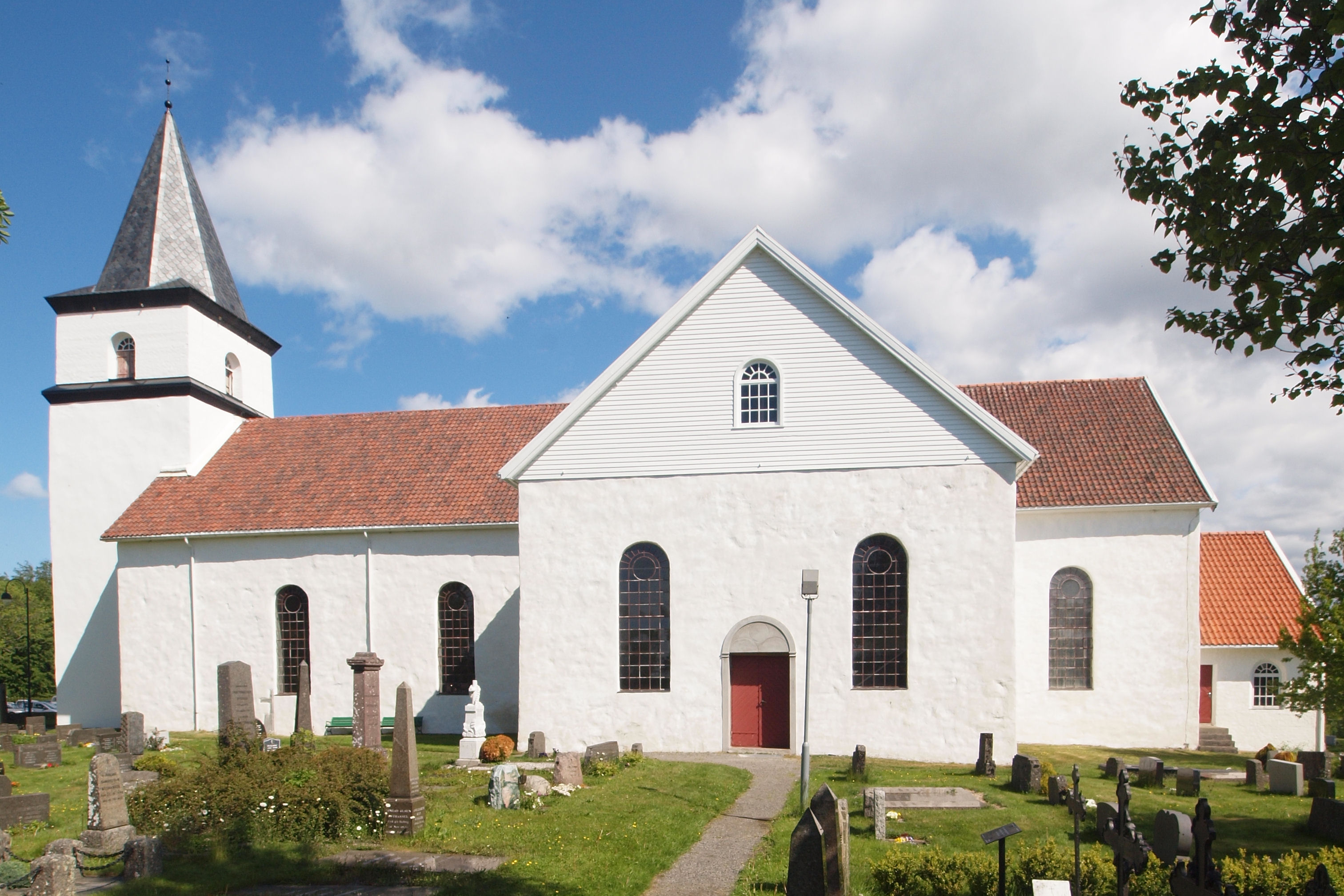
Kerk